# 邦達里 (布倫區)
51°8′57″N 33°50′49″E / 51.14917°N 33.84694°E
邦達里（烏克蘭語：Бондарі）是位於烏克蘭東北部的村莊，由蘇梅州科諾托普區的布林市鎮負責管轄。該村處於維克托里尼夫卡附近，距離布倫2.5公里，海拔高度150米，2001年人口24。